# قرعه‌کشی (فیلم ۱۹۹۱)
قرعه‌کشی (ایتالیایی: La Riffa) فیلمی است که در سال ۱۹۹۱ منتشر شد. از بازیگران آن می‌توان به مونیکا بلوچی، جولیو اسکارپاتی، مارینو مازه، ماسیمو گینی و رناتو اسکارپا اشاره کرد.